# مانويل دي أسيفيدو إي زونيغا
مانويل دي أسيفيدو إي زونيغا (بالإسبانية: Manuel de Acevedo y Zúñiga)‏ هو دبلوماسي إسباني، ولد في 1586 في Villalpando ‏ في إسبانيا، وتوفي في 12 نوفمبر 1653 في مدريد في إسبانيا.